# Laufey
En la mitología nórdica, Laufey o Nál (que teóricamente significa «isla de la hoja»[cita requerida]) era la mujer de Farbauti, madre de Býleistr, de Helblindi y de Loki. Su figura está respaldada por Snorri Sturluson en su Edda prosaica, en Gylfaginning y es un kenningar para hacer referencia a un árbol. No es mencionado en otras fuentes. La pequeña isla de Lauer en el sureste de Noruega debe su nombre a ella.
Loki es frecuentemente mencionado por el matronímico Loki Laufeyjarson (nórdico antiguo Loki, Hijo de Laufey) en Poesía eddica, en lugar del esperado patronímico Loki Fárbautason (hijo de Farbauti), en una mitología donde el parentesco se cuenta idealmente a través de la ascendencia masculina.

## Etimología
El significado del nombre Laufey en nórdico antiguo no está claro, pero generalmente se considera que está relacionado con  lauf  (hojas, follaje), quizás adjunto al sufijo - ey (encontrado en femenino  nombres personales como Bjargey, Þórey), o derivado de una hipotética diosa arbórea llamada * lauf-awiaz (la frondosa).
De Vries también indica que Hugo Gering interpretó a Nál como «asesino» y Laufey como «miembro de un clan distinguido», comparando el nombre con el  gótico ga-laufs (valioso, costoso) y el antiguo alto alemán ga-loub (confianza inspiradora). Lindow declara que «su nombre parece que debería significar Isla-hoja, pero sería un nombre extraño".»
Dado que el nombre de su cónyuge Fárbauti significa «el que golpea peligrosamente», algunos estudiosos han propuesto una posible interpretación mitológica natural, con un rayo que golpea las hojas o las agujas de un árbol para provocar el fuego.